# Кумчозеро
Кумчозеро — пресноводное озеро на территории Чёбинского сельского поселения Медвежьегорского района Республики Карелии.

## Общие сведения
Площадь озера — 15,9 км², площадь водосборного бассейна — 154 км². Располагается на высоте 150 метров над уровнем моря.
Котловина ледниково-тектонического происхождения.
Форма озера лопастная, продолговатая: оно почти на восемь километров вытянуто с северо-запада на юго-восток. Берега изрезанные, каменисто-песчаные, местами заболоченные.
В озеро впадают пять ручьёв. Через озеро течёт река Кумса, впадающая в Онежское озеро.
На озере расположено 11 островов общей площадью 1,08 км², рассредоточенных по всей площади водоёма. Наиболее крупные — Большой и Малый.
Рыба: щука, плотва, окунь, сиг, лещ, налим, ёрш.
На южном берегу Кумчозера расположен посёлок Кумса-2, через который проходит шоссе 86К-14 («Суоярви — Юстозеро — (через Поросозеро) — Медвежьегорск»). На восточном берегу расположена деревня Покровское.
Код объекта в государственном водном реестре — 01040100611102000018749.

## Панорама

Панорама